# Anabasis articulata
Anabasis articulata (Forssk.) Moq. – gatunek rośliny z rodziny szarłatowatych (Amaranthaceae Juss.). Występuje naturalnie w Maroku, Algierii, Tunezji, Libii, Egipcie, Izraelu, Jordanii, Libanie oraz południowej części Hiszpanii. W Izraelu rośnie głównie w okolicach Morza Martwego, na pustyniach Judei, Negewu i Edomu. M. Zohary (jeden z badaczy roślin biblijnych) uważa, że występujące w Księdze Rodzaju (46,16) imię Szumi to nazwa rośliny Anabasis articulata – nazwa Szumi jest bowiem zbieżna z arabską, potoczną nazwą tej rośliny.

## Morfologia
PokrójWiecznie zielony półkrzew dorastający do 50 cm wysokości. Ma soczyste, grube pędy o segmentowanej budowie.
LiścieUlistnienie jest naprzeciwległe. Mają zieloną barwę. Przybierają formę łusek, obejmujące łodygę. Mają trójkątny kształt. Blaszka liściowa jest o ostrym wierzchołku.
KwiatyPojedyncze, rozwijają się w kątach pędów, mierzą 5 mm średnicy. Działki kielicha mają podłużny kształt.
OwoceNiełupki przybierające kształt pęcherzy, przez co sprawiają wrażenie jakby były napompowane. Mają niemal kulisty kształt, otoczone są przez działki kielicha z błonkowatymi skrzydełkami o czerwonawej barwie.

## Biologia i ekologia
Chamefit. Rośnie w zaroślach, półpustyniach oraz pustyniach, na glebach słonych. Kwitnie od sierpnia do listopada.

## Zastosowanie
Młode pędy gatunku A. articulata są zjadane przez kozy i wielbłądy Beduinów. Jest również używany w medycynie tradycyjnej. Roślina zawiera dużo potasu i z tego powodu popiół powstały po jej spaleniu jest wykorzystywany do prania odzieży. Starsze, zdrewniałe krzewy są wykorzystywane na opał.